# شهریار کوهسار

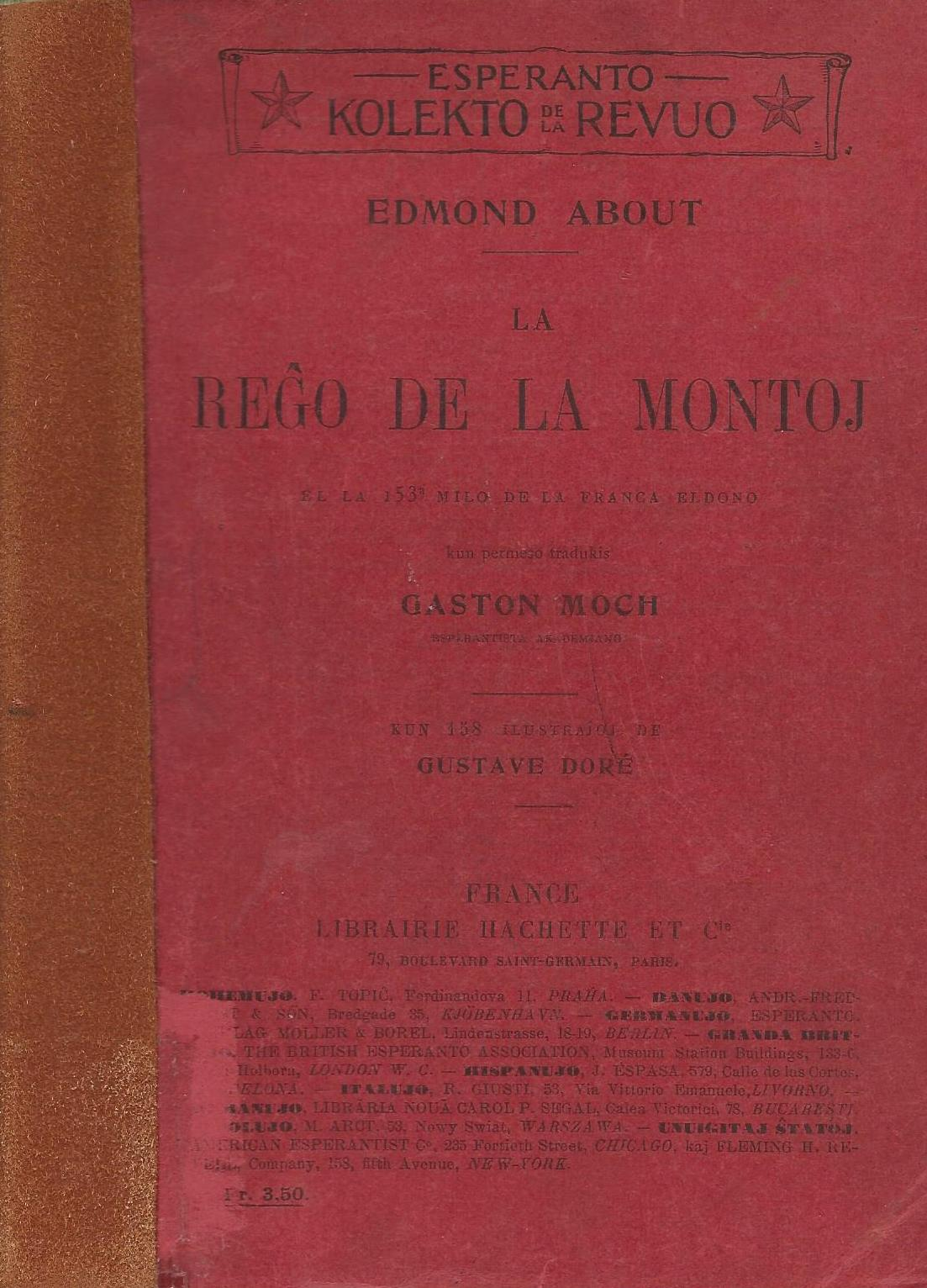
شهریار کوهسار

شهریار کوهسار نام یک کتاب ادبی است که توسط ادمون آبو، نویسندهٔ اهل فرانسه نوشته شده‌است.